# Идра (блюдо)
Идра – блюдо армянской кухни, плов из гороха и риса с мясом.

## Приготовление
Сухой горох предварительно замачивают в воде, затем варят его до полуготовности. Кусочки мяса, обычно говядины или баранины, отваривают в небольшом количестве воды. Добавляют нарезанный лук, черный перец, соль, рис и горох (сочетание зерновых и бобовых характерно для армянской кухни). Упаривают до консистенции рассыпчатой каши.